# Nebeská stvoření
Nebeská stvoření (v anglickém originále Heavenly Creatures) je novozélandský dramatický film z roku 1994. Režisérem filmu je Peter Jackson. Hlavní role ve filmu ztvárnili Melanie Lynskey, Kate Winsletová, Sarah Peirse, Diana Kent a Clive Merrison.

## Obsazení
| Melanie Lynskey | Pauline Parker |
| Kate Winsletová | Juliet Hulme   |
| Sarah Peirse    | Honora Parker  |
| Diana Kent      | Hilda Hulme    |
| Clive Merrison  | Henry Hulme    |
| Simon O’Connor  | Herbert Rieper |
| Jed Brophy      | John           |
| Peter Elliott   | Billy Perry    |
| Peter Jackson   | bezdomovec     |

## Ocenění
Film byl nominován na Oscara v kategorii „nejlepší původní scénář“.